# 明昌 (金)
明昌（めいしょう）は、金の章宗の治世で用いられた元号。1190年 - 1196年。
- 元年正月元日：前年の即位により即日改元。
- 7年11月23日：「承安」と即日改元。

## 西暦・干支との対照表
| 明昌 | 元年   | 2年    | 3年    | 4年    | 5年    | 6年    | 7年    |
| 西暦 | 1190年 | 1191年 | 1192年 | 1193年 | 1194年 | 1195年 | 1196年 |
| 干支 | 庚戌   | 辛亥   | 壬子   | 癸丑   | 甲寅   | 乙卯   | 丙辰   |

| 前の元号 大定 | 中国の元号 金 | 次の元号 承安 |